# Clifton & De Guerin
Clifton & De Guerin is een Brits historisch merk van motorfietsen.
De bedrijfsnaam was Clifton and De Guerin, Bath.
In 1929 presenteerden Clifton en De Guerin een voor die tijd typische motorfiets met een 500cc-JAP-sloper-kopklepmotor. De machine had magneetontsteking, handschakeling, een buisframe en een voor die tijd moderne zadeltank. 
Het moment (het begin van de Grote Depressie) had niet slechter gekozen kunnen worden en het merk verdween vrijwel meteen weer van de markt. 